# Butokukai International

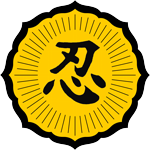
Das Verbandslogo

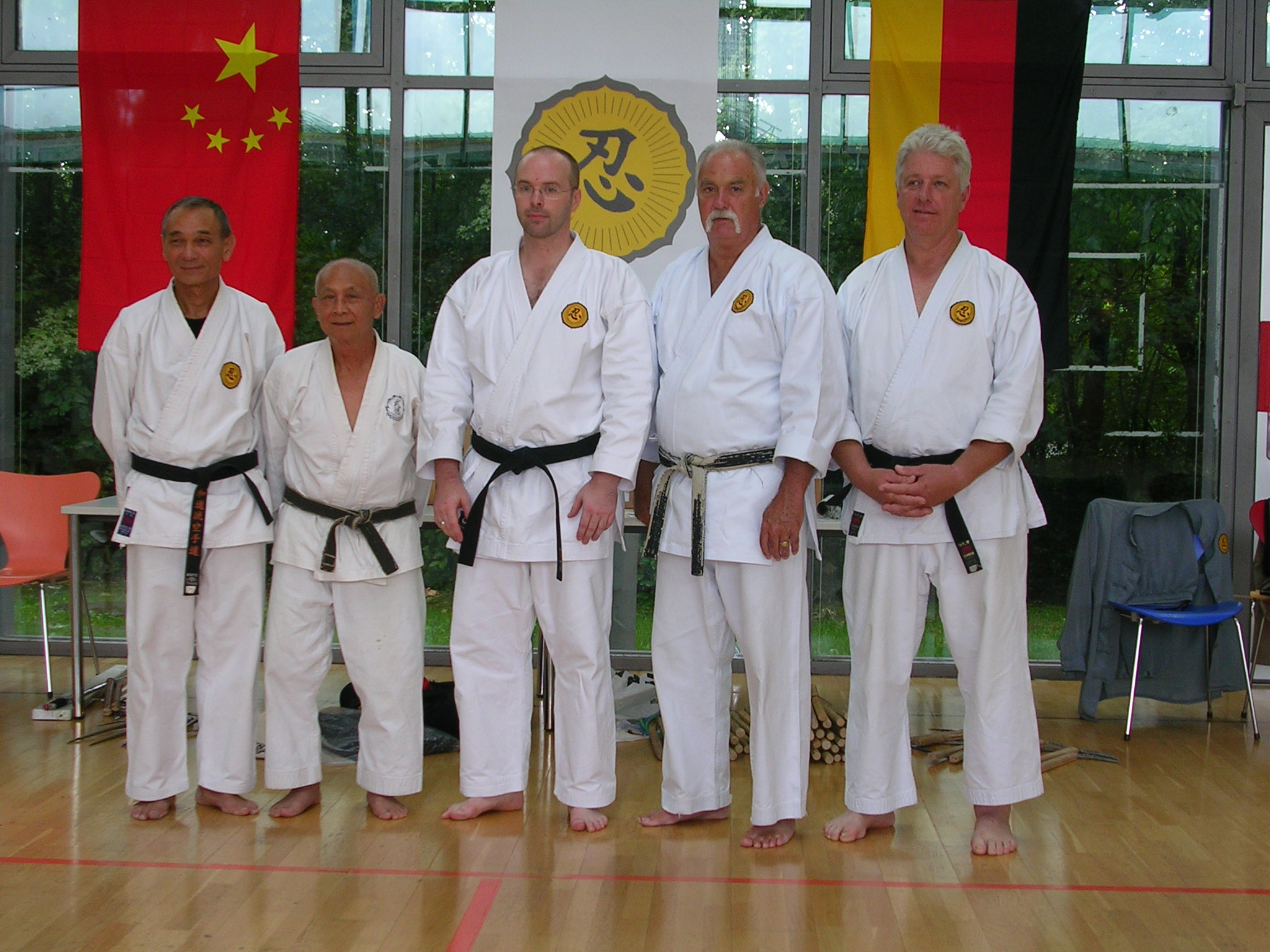
Die Gründer

Chronologie des Gründers Richard Kim (Shorinji Ryu)

Der Butokukai International (jap. 国際武徳会) (1976–2001) war ein internationaler Kampfkunstverband zur Förderung des Shorinji ryu (Karate, Kobudo, Tai Chi) des Stilbegründers Großmeister Richard Kim (* 1917; † 2001), Hanshi, 10. Dan.

## Verbandszweck
Der Zweck des Verbandes war die internationale Förderung der traditionellen Kampfkunst Shorinji ryu, bestehend aus dem Karate Do, Okinawa Kobudo, Tai Chi, sowie Chi Kung.

## Namensbedeutung
Butokukai (武徳会) Kampfkunstverband; International (国際)
- Bu (武 Krieger, Waffen)
- Toku (徳 Tugend, Moral)
- Kai (会 Verband)

## Geschichte
Der Name Butokukai geht zurück auf die Dai Nippon Butokukai (DNBK) die 1895 in Kyōto, Japan mit offizieller Zustimmung des Kaiserhauses gegründet wurde. Großmeister Richard Kim wurde im Jahr 1939 Mitglied der DNBK. Nach dem Zweiten Weltkrieg wurde die DNBK auf Drängen der Alliierten aufgelöst, da die Nähe zum paramilitärischen und ultranationalistischen Black Dragon Society (Armur-Bund), kein Wohlwollen fand.
Nach der Unterzeichnung des Friedensvertrages zwischen den USA und Japan wurde die DNBK als private Budo-Organisation im Jahre 1953 unter dem Vorsitz von Ōno Kumao wiederbelebt. Als enger Freund von Ōno Kumao wurde Richard Kim gebeten, die DNBK außerhalb Japans zu vertreten. Dies war 1959 in San Francisco die Grundsteinlegung für die Zen Bei Butoku Kai (Great American Martial Arts Association). Die wachsenden internationale Beziehungen jenseits der USA erforderte die Gründung eines internationalen Kampfkunstverbandes. So entstand im Jahr 1976 die Organisation Butokukai International unter der Leitung von Richard Kim. Nach 60 Jahren verließ Großmeister Richard Kim 1999 die DNBK aufgrund von innenpolitischen Differenzen. Nach dem Tod von Richard Kim wurde der Butokukai International 2001 aufgelöst.
Im Jahre 2006 wurde unter der Leitung von Jean Chalamon (Butokukai Europe), Rod Sanford, Louis Jemison, Robert Leong (Zen Bei Butoku Kai) und Stephan Peitz (Butokukai Germany)  der Kokusai Butokukai als offizielle Nachfolgeorganisation gegründet. Die Namensänderung sowie die Änderung des Logo wurde notwendig, um sich klar von der DNBK zu unterscheiden.